# Реджебов, Курбан
Курбан Реджебов — советский хозяйственный, государственный и политический деятель.

## Биография
Родился в 1906 году. Член КПСС с 1939 года.
С 1926 года — на хозяйственной, общественной и политической работе. В 1926—1946 гг. — рабочий, инженер на текстильных предприятиях, заместитель директора «Туркменшёлктреста», народный комиссар текстильной промышленности Туркменской ССР, заместитель председателя Совнаркома Туркменской ССР, министр технических культур Туркменской ССР, начальник Управления шелководства Министерства сельского хозяйства Туркменской ССР, заместитель министра хлопководства Туркменской ССР, министр промышленности продовольственных товаров Туркменской ССР, председатель СНХ Туркменского экономического административного района.
Избирался депутатом Верховного Совета Туркменской ССР 1-го, 2-го, 3-го, 4-го созывов, Верховного Совета СССР 5-го созыва.
Умер в Ашхабаде в 1961 году.